# Blutenburg-Theater
Das Blutenburg-Theater ist ein seit Oktober 1983 in der Blutenburgstraße 35 in München bestehendes Privattheater, das ausschließlich Kriminalstücke, Thriller und Kriminalkomödien aufführt.

## Theater
Das Blutenburg-Theater war das erste Kriminaltheater Deutschlands und ist neben dem Imperial Theater in Hamburg und dem Berliner Kriminaltheater eines der wenigen Theater in Deutschland, die als Kriminaltheater bezeichnet werden können. Es wurde im Jahre 2001 von der Zeitung Die Welt als deutschlandweit führend in seinem Genre eingeschätzt.
Theaterleiter waren René Siegel-Sorell († 2017) und bis 2023 Anne-Beate Engelke.
Im Oktober 2023 übernahm Melanie Kisslinger, die ehemalige engste Mitarbeiterin Siegel-Sorells, die Intendanz des Theaters. Das Theater erhält keinerlei Subvention aus öffentlichen Geldern. In der Theatersaison 2015/16 wurden 18.424 Zuschauer gezählt.
Das Theater bietet Platz für 91 Zuschauer und hat eine kleine Theaterbar. Jedes Jahr werden drei Kriminalstücke aufgeführt.

## Geschichte des Standorts
Die nach dem Jagdschloss Blutenburg benannte Blutenburgstraße liegt im Stadtteil Neuhausen des 9. Stadtbezirks Neuhausen-Nymphenburg im Westen von München. Im Haus in der Blutenburgstraße 35 eröffnete zunächst im April 1891 die Gaststätte Bürgerhof. Ab November 1918 existierte an diesem Standort das Kino Walhalla-Lichtspiele, das 1960 in Scala umbenannt wurde und 1971 geschlossen wurde. Bis zur Eröffnung des Theaters gab es noch eine weitere Nutzung als Diskothek "Neue Münze" an diesem Standort.

## Ensemble
Im Blutenburg-Theater sind 5 Mitarbeiter beschäftigt, darunter die Direktionsassistentin, Abendspielleiter, und Techniker. Das Theater verfügt über einen großen Stamm an freischaffenden Schauspielern.

### Regisseure
Am Blutenburg-Theater haben unter anderem Regie geführt:
- Frank Piotraschke
- Yvonne Brosch
- Miriam Gniwotta
- Hardy Hoosman
- Uwe Kosubek
- Konrad Adams
- Kai Taschner.

### Schauspieler
Auswahl der am Blutenburg-Theater tätigen Schauspieler: Ute Pauer, Petra Wintersteller, Martin Dudeck, Sonja Reichelt, Konrad Adams, Markus Fisher, Florian Fisch, Julia Gröbl, Uwe Kosubek, Christa Pillmann, Claus-Peter Damitz, u. v. a.

## Spielplan
Schwerpunkte des Spielplans sind Krimis von Agatha Christie wie zum Beispiel Die Mausefalle, Zeugin der Anklage, Mord im Pfarrhaus sowie Krimis von Edgar Wallace wie Die toten Augen von London, Der Hexer, Das indische Tuch, aber auch als Film bekannte Genreklassiker wie Warte, bis es dunkel ist und Mitternachtsspitzen, sowie Kriminalkomödien wie Arsen und Spitzenhäubchen. Auch Stücke zeitgenössischer Autorinnen und Autoren werden regelmäßig aufgeführt.